# I Don’t Believe You
I Don’t Believe You (englisch für „Ich glaube nicht an dich“) ist ein Lied der US-amerikanischen Sängerin Pink aus dem Jahr 2008.

## Entstehung und Veröffentlichung
Das Lied wurde von der Interpretin selbst (Alecia Moore), zusammen mit Max Martin, geschrieben. Martin zeichnete darüber hinaus auch für die Produktion verantwortlich.
Die Erstveröffentlichung von I Don’t Believe You erfolgte als Teil von Funhouse am 24. Oktober 2008 bei den Musiklabels LaFace Records und Zomba (Katalognummer: 88697 406492), dem fünften Studioalbum von Pink. Am 5. Oktober 2009 erschien es zunächst als Airplay-Single sowie schließlich am 19. Oktober 2009 als sechste Singleauskopplung aus dem Album. Diese erschien als 2-Track-Single auf CD und als Download mit einer Liveversion des Liedes als B-Seite (Katalognummer: 88697 594392).

## Musikvideo
Das schwarz-weiße Musikvideo wurde unter der Regie von Sophie Muller gedreht. Im November 2009 veröffentlicht, zählte es bis September 2024 über 24 Millionen Aufrufe auf der Videoplattform YouTube.

## Kommerzieller Erfolg

### Chartplatzierungen
| ChartsChartplatzierungen     | Höchstplatzierung | Wochen |
| ---------------------------- | ----------------- | ------ |
| Deutschland (GfK)            | 17 (15 Wo.)       | 15     |
| Österreich (Ö3)              | 15 (15 Wo.)       | 15     |
| Schweiz (IFPI)               | 33 (9 Wo.)        | 9      |
| Vereinigtes Königreich (OCC) | 62 (1 Wo.)        | 1      |

### Auszeichnungen für Musikverkäufe
| Land/Region       | Auszeichnungen für Musikverkäufe (Land/Region, Auszeichnung, Verkäufe) | Verkäufe |
| ----------------- | ---------------------------------------------------------------------- | -------- |
| Australien (ARIA) | Platin                                                                 | 70.000   |
| Kanada (MC)       | Gold                                                                   | 40.000   |
| Insgesamt         | 1× Gold · 1× Platin ·                                                  | 110.000  |

Hauptartikel: Pink (Musikerin)/Auszeichnungen für Musikverkäufe